# Виконт Монк

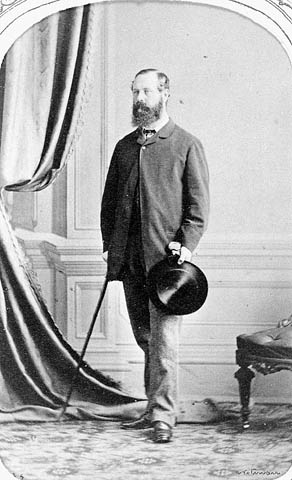
Чарльз Стэнли Монк, 4-й виконт Монк (1819—1894)

Виконт Монк (англ. Viscount Monck) из Баллитраммона, в графстве Уэксфорд — аристократический титул в пэрстве Ирландии. Титул был создан в 1801 году для Чарльза Монка, 1-го барона Монка. Он уже был создан бароном Монком, из Баллитраммона, в графстве Уэксфорд, в 1797 году, также в пэра Ирландии. Его старший сын, второй виконт, был в 1822 году создан графом Ретдауном в пэрстве Ирландии. Тем не менее, этот титул угас после его смерти, когда ему наследовал в других титулах его младшим братом, третьим виконтом. Сын последнего, четвертый виконт, служил первым генерал-губернатором Канады. В 1866 году он был создан бароном Монком, из Баллитраммона, в графстве Уэксфорд, в пэрстве Соединённого королевства. Этот титул давал виконтам автоматически заседать в Палате лордов до прохождения Акта о Палате лордов 1999 года. По состоянию на 2024 год титул держит его праправнук, седьмой виконт, который наследовал своему отцу в 1982 году. Он не использует свои титулы.

## Виконты Монк (1801)
- 1801—1802: Чарльз Стэнли Монк, 1-й виконт Монк (ок. 1754 — 9 июня 1802), старший сын Томаса Монка (ум. 1772)
- 1802—1848: Генри Стэнли Монк, 2-й виконт Монк (26 июля 1785 — 20 сентября 1848), старший сын предыдущего, граф Ретдаун с 1822 года.

## Граф Ретдаун
- 1822—1848: Генри Стэнли Монк, 1-й граф Ретдаун (26 июля 1785 — 20 сентября 1848), старший сын Чарльза Стэнли Монка, 1-го виконта Монка.

## Виконты Монк (1801; восстановлен)
- 1848—1849: Чарльз Джозеф Келли Монк, третий виконт Монк (12 июля 1791 — 20 апреля 1849), младший брат предыдущего
- 1849—1894: Чарльз Стэнли Монк, 4-й виконт Монк (10 октября 1819 — 29 октября 1894), старший сын предыдущего
- 1894—1927: Генри Пауэр Чарльз Стэнли Монк, 5-й виконт Монк (8 января 1849 — 18 августа 1927), старший сын предыдущего
- 1927—1982: Генри Виндхэм Стэнли Монк, 6-й виконт Монк (11 декабря 1905 — 21 июня 1982), единственный сын достопочтенного Чарльза Генри Стэнли Монка (1876—1914), старшего сына 5-го виконта Монка
- 1982 — настоящее время: Чарльз Стэнли Монк, 7-й виконт Монк (род. 2 апреля 1953), старший сын предыдущего
  - Наследник: достопочтенный Джордж Стэнли Монк (род. 12 апреля 1957), младший брат предыдущего